# Златен козодой
Златен козодой (Caprimulgus eximius) е вид птица от семейство Caprimulgidae.

## Разпространение
Видът е разпространен в Мали, Мавритания, Нигер, Сенегал, Судан и Чад.